# Diadegma albipes
Diadegma albipes är en stekelart som beskrevs av Horstmann 1981. Diadegma albipes ingår i släktet Diadegma och familjen brokparasitsteklar. Inga underarter finns listade i Catalogue of Life.